# Prunay-sur-Essonne
Prunay-sur-Essonne je francouzská obec v departementu Essonne, v regionu Île-de-France, 55 kilometrů jihovýchodně od Paříže.

## Geografie
Sousední obce: Gironville-sur-Essonne, Buno-Bonnevaux, Boigneville a Champmotteux.

## Vývoj počtu obyvatel
Počet obyvatel

## Památky
- menhir Pierre Droite